# Copa Sudamericana 2009
La Copa Sudamericana 2009, denominada por motivos comerciales Copa Nissan Sudamericana 2009, fue la octava edición del torneo organizado por la Confederación Sudamericana de Fútbol, en la que participaron equipos de diez países: Argentina, Bolivia, Brasil, Chile, Colombia, Ecuador, Paraguay, Perú, Uruguay y Venezuela.
El sorteo del certamen tuvo lugar en Asunción, Paraguay, el 3 de julio de 2009.
Liga de Quito se coronó campeón del torneo por primera vez luego de vencer a Fluminense por un global de 5-4 -en lo que sería la final con más goles del certamen-, reeditando la final de la Copa Libertadores 2008, en la que el equipo ecuatoriano también se había alzado con el trofeo. De esta manera, disputó la Recopa Sudamericana 2010 contra Estudiantes de La Plata, ganador de la Copa Libertadores 2009, y la Copa Suruga Bank 2010 contra Tokio de Japón, campeón de la Copa J. League 2009. Además, clasificó directamente a los octavos de final de la Copa Sudamericana 2010.

## Novedades
Esta edición no contó con equipos invitados de la Concacaf, algo que ya era tradicional. Cabe destacar que, en un principio, México había puesto en duda su participación debido a las diferencias presentadas con la Conmebol por la pandemia de gripe A, durante la Copa Libertadores jugada ese mismo año. Luego de un acuerdo entre la Federación Mexicana de Fútbol y la Confederación, se anunció que los clubes Monterrey y Puebla la jugarían. Finalmente, el 30 de junio de 2009 la Concacaf anunció que no iba a tener ningún equipo en la Copa Sudamericana debido a que el calendario se cruza con la disputa de la Concacaf Liga Campeones, buscando mejorar el nivel de los equipos de Norte y Centroamérica y el Caribe. Posteriormente, la Conmebol determinó que la Copa se juegue con sólo 31 equipos.
Por otra parte, ésta fue la última edición del torneo que contó con Boca Juniors y River Plate como equipos invitados. Desde la siguiente, ambos clubes debieron disputar su clasificación en el marco del torneo de la Primera División de Argentina.

## Formato
El torneo se desarrolló plenamente bajo un formato de eliminación directa, donde cada equipo enfrentaba a su rival de turno en partidos de ida y vuelta. El último campeón accedió automáticamente a los octavos de final, mientras que los restantes 30 disputaron la primera fase. De ella salieron los últimos 15 clasificados a las fases finales, compuestas por los octavos de final, los cuartos de final, las semifinales y la final, en la que se declaró al campeón. Como criterios de desempate en caso de igualdad de puntos y diferencia de goles al finalizar los dos encuentros de una llave, hasta las semifinales inclusive, se aplicaron la regla del gol de visitante y los tiros desde el punto penal. En las finales, no rigió la reglamentación de los goles fuera de casa, y frente a la igualdad de puntos y goles, previo a la definición por penales, se disputó una prórroga de 30 minutos.
|                            |                            | Equipos que entran en esta fase | Equipos que provienen de la fase anterior    |
| -------------------------- | -------------------------- | --- | -------------------------------------------- |
| Primera fase (30 equipos)  | Primera fase (30 equipos)  | - 8 equipos de Brasil - 6 equipos de Argentina - 2 equipos de Bolivia, Chile, Colombia, Ecuador, Paraguay, Perú, Uruguay y Venezuela |                                              |
| Fases finales (16 equipos) | Fases finales (16 equipos) | - 1 equipo, campeón de la Copa Sudamericana 2008                                                                                     | - 15 equipos clasificados de la Primera fase |

## Distribución cupos
| País                            | Cupos | fases finales | Primera fase |
| ------------------------------- | ----- | ------------- | ------------ |
| Brasil                          | 8     | –             | 8            |
| Argentina                       | 6     | –             | 6            |
| Bolivia                         | 2     | –             | 2            |
| Chile                           | 2     | –             | 2            |
| Colombia                        | 2     | –             | 2            |
| Ecuador                         | 2     | –             | 2            |
| Paraguay                        | 2     | –             | 2            |
| Perú                            | 2     | –             | 2            |
| Uruguay                         | 2     | –             | 2            |
| Venezuela                       | 2     | –             | 2            |
| Fase anterior                   | –     | 15            | -            |
| Campeón de la Copa Sudamericana | 1     | 1             | -            |
| Total                           | 31    | 1             | 30           |

## Equipos participantes
En cursiva los equipos debutantes en el torneo.
| País                             | Equipo                                                                                                 | Vía de clasificación |
| -------------------------------- | --- | --- |
| Argentina 6 cupos                | Lanús Vélez Sarsfield San Lorenzo Tigre Boca Juniors River Plate                                       | Mejor equipo ubicado en la tabla de posiciones del Campeonato de Primera División 2008-09 2.º mejor equipo ubicado en la tabla de posiciones del Campeonato de Primera División 2008-09 3.º mejor equipo ubicado en la tabla de posiciones del Campeonato de Primera División 2008-09 4.º mejor equipo ubicado en la tabla de posiciones del Campeonato de Primera División 2008-09 Invitado             |
| Bolivia 2 cupos                  | La Paz Blooming                                                                                        | Subcampeón del Torneo Apertura 2008 Subcampeón del Torneo Clausura 2008 |
| Brasil 8 cupos + campeón vigente | Internacional Flamengo Botafogo Goiás Coritiba Vitória Atlético Mineiro Atlético Paranaense Fluminense | Campeón de la Copa Sudamericana 2008 5.º puesto del Campeonato Brasileño de 2008 7.º puesto del Campeonato Brasileño de 2008 8.º puesto del Campeonato Brasileño de 2008 9.º puesto del Campeonato Brasileño de 2008 10.º puesto del Campeonato Brasileño de 2008 12.º puesto del Campeonato Brasileño de 2008 13.º puesto del Campeonato Brasileño de 2008 14.º puesto del Campeonato Brasileño de 2008 |
| Chile 2 cupos                    | Unión Española Universidad de Chile                                                                    | 1.º puesto de la fase clasificatoria del Torneo Apertura 2009 Ganador de la Definición Pre-Sudamericana 2009 |
| Colombia 2 cupos                 | Deportivo Cali La Equidad                                                                              | Mejor equipo ubicado en la Reclasificación 2008 no participante de la Copa Libertadores 2009 Campeón de la Copa Colombia 2008 |
| Ecuador 2 cupos                  | Emelec Liga de Quito                                                                                   | Ganador de la primera etapa del Campeonato Ecuatoriano de 2009 2.º puesto de la primera etapa del Campeonato Ecuatoriano de 2008 |
| Paraguay 2 cupos                 | Libertad Cerro Porteño                                                                                 | Campeón del Torneo Apertura 2008 y del Torneo Clausura 2008 Mejor equipo ubicado en la tabla acumulada de la temporada 2008 no participante de la Copa Libertadores 2009 |
| Perú 2 cupos                     | Cienciano Alianza Atlético                                                                             | Mejor equipo ubicado en la tabla acumulada del Campeonato Descentralizado 2008 no participante de la Copa Libertadores 2009 2.º mejor equipo ubicado en la tabla acumulada del Campeonato Descentralizado 2008 no participante de la Copa Libertadores 2009 |
| Uruguay 2 cupos                  | River Plate Liverpool                                                                                  | 3.º puesto de la Liguilla Pre-Libertadores de América 2009 4.º puesto de la Liguilla Pre-Libertadores de América 2009 |
| Venezuela 2 cupos                | Deportivo Anzoátegui Zamora                                                                            | Campeón de la Copa Venezuela 2008 Mejor equipo ubicado en la tabla acumulada de la Primera División Venezolana 2008-09 no participante de la Copa Libertadores 2010 |

### Distribución geográfica de los equipos
Distribución geográfica de las sedes de los equipos participantes:

## Primera fase
Por ser el campeón de la edición 2008, Internacional clasificó automáticamente a octavos de final como Octavo 13. Los 30 equipos restantes fueron emparejados en quince llaves, a fin de determinar a los últimos 15 clasificados a las fases finales.
| Fechas                          | Local en la ida      | Global       | Local en la vuelta   | Ida | Vuelta | Llave     |
| ------------------------------- | -------------------- | ------------ | -------------------- | --- | ------ | --------- |
| 26 de agosto y 16 de septiembre | Atlético Mineiro     | 2:2 (5:6 p.) | Goiás                | 1:1 | 1:1    | Octavo 1  |
| 5 y 25 de agosto                | La Equidad           | 2:3          | Unión Española       | 2:2 | 0:1    | Octavo 2  |
| 13 y 25 de agosto               | Vitória              | 2:2 (5:3 p.) | Coritiba             | 2:0 | 0:2    | Octavo 3  |
| 4 y 18 de agosto                | Universidad de Chile | 3:1          | Deportivo Cali       | 2:1 | 1:0    | Octavo 4  |
| 12 y 26 de agosto               | (v.) Fluminense      | 1:1          | Flamengo             | 0:0 | 1:1    | Octavo 5  |
| 13 y 20 de agosto               | Liverpool            | 0:2          | Cienciano            | 0:0 | 0:2    | Octavo 6  |
| 19 de agosto y 17 de septiembre | River Plate          | 1:3          | Lanús                | 1:2 | 0:1    | Octavo 7  |
| 5 y 27 de agosto                | Zamora               | 1:3          | Emelec               | 0:1 | 1:2    | Octavo 8  |
| 2 y 16 de septiembre            | Atlético Paranaense  | 2:3          | Botafogo             | 0:0 | 2:3    | Octavo 9  |
| 11 y 25 de agosto               | Liga de Quito        | 2:1          | Libertad             | 1:0 | 1:1    | Octavo 10 |
| 18 de agosto y 15 de septiembre | Tigre                | 2:2          | San Lorenzo (v.)     | 2:1 | 0:1    | Octavo 11 |
| 6 de agosto y 15 de septiembre  | Alianza Atlético     | 2:1          | Deportivo Anzoátegui | 0:0 | 2:1    | Octavo 12 |
| 11 y 27 de agosto               | Blooming             | 1:5          | River Plate          | 0:3 | 1:2    | Octavo 14 |
| 20 de agosto y 16 de septiembre | Boca Juniors         | 1:2          | Vélez Sarsfield      | 1:1 | 0:1    | Octavo 15 |
| 12 y 20 de agosto               | Cerro Porteño        | 4:1          | La Paz               | 2:0 | 2:1    | Octavo 16 |

## Fases finales
Las fases finales estuvieron compuestas por cuatro etapas: octavos de final, cuartos de final, semifinales y final. A los 15 ganadores de la primera fase se les sumó Internacional de Brasil, campeón de la Copa Sudamericana 2008. A los fines de establecer las llaves de los octavos de final, se tuvo en cuenta la denominación que se le asignó a cada equipo; en el caso de los cuadros que clasificaron desde la primera fase, dicha denominación fue determinada por el nombre del cruce que ganaron en aquella instancia. De esa manera, el Octavo 1 enfrentó al Octavo 16, el 2 al 15, el 3 al 14, y así sucesivamente. Desde esta instancia inclusive en adelante, el equipo que ostentara menor número de orden que su rival de turno ejerció la localía en el partido de vuelta. En caso de que dos equipos de un mismo país alcanzaran la ronda de semifinales, se debía alterar, de ser necesario, el orden de las llaves para que ambos se enfrentaran en la mencionada instancia, a fin de evitar que puedan cruzarse en la final.

### Cuadro de desarrollo
|  | Octavos de final                 | Octavos de final                 | Octavos de final                 | Octavos de final                 | Octavos de final                 |   |       | Cuartos de final                | Cuartos de final                | Cuartos de final                | Cuartos de final                | Cuartos de final                |  |    | Semifinales           | Semifinales           | Semifinales           | Semifinales           | Semifinales           |  |   | Final                            | Final                            | Final                            | Final                            | Final                            |  |
|  | 22 de septiembre al 1 de octubre | 22 de septiembre al 1 de octubre | 22 de septiembre al 1 de octubre | 22 de septiembre al 1 de octubre | 22 de septiembre al 1 de octubre |   |       | 20 de octubre al 5 de noviembre | 20 de octubre al 5 de noviembre | 20 de octubre al 5 de noviembre | 20 de octubre al 5 de noviembre | 20 de octubre al 5 de noviembre |  |    | 11 al 19 de noviembre | 11 al 19 de noviembre | 11 al 19 de noviembre | 11 al 19 de noviembre | 11 al 19 de noviembre |  |   | 25 de noviembre y 2 de diciembre | 25 de noviembre y 2 de diciembre | 25 de noviembre y 2 de diciembre | 25 de noviembre y 2 de diciembre | 25 de noviembre y 2 de diciembre |  |
|  |                                  |                                  |                                  |                                  |                                  |   |       |                                 |                                 |                                 |                                 |                                 |  |    |                       |                       |                       |                       |                       |  |   |                                  |                                  |                                  |                                  |                                  |  |
|  |                                  |                                  |                                  |                                  |                                  |   |       |                                 |                                 |                                 |                                 |                                 |  |    |                       |                       |                       |                       |                       |  |   |                                  |                                  |                                  |                                  |                                  |  |
|  | 1                                | Goiás                            | 0                                | 3                                | 3                                |   |       |                                 |                                 |                                 |                                 |                                 |  |    |                       |                       |                       |                       |                       |  |   |                                  |                                  |                                  |                                  |                                  |  |
|  | 1                                | Goiás                            | 0                                | 3                                | 3                                |   |       |                                 |                                 |                                 |                                 |                                 |  |    |                       |                       |                       |                       |                       |  |   |                                  |                                  |                                  |                                  |                                  |  |
|  | 16                               | Cerro Porteño (v)                | 2                                | 1                                | 3                                |   |       |                                 |                                 |                                 |                                 |                                 |  |    |                       |                       |                       |                       |                       |  |   |                                  |                                  |                                  |                                  |                                  |  |
|  | 16                               | Cerro Porteño (v)                | 2                                | 1                                | 3                                |   | 16    | Cerro Porteño                   | 2                               | 3                               | 5                               |                                 |  |    |                       |                       |                       |                       |                       |  |   |                                  |                                  |                                  |                                  |                                  |  |
|  |                                  |                                  |                                  |                                  |                                  |   | 16    | Cerro Porteño                   | 2                               | 3                               | 5                               |                                 |  |    |                       |                       |                       |                       |                       |  |   |                                  |                                  |                                  |                                  |                                  |  |
|  |                                  |                                  | 9                                | Botafogo                         | 1                                | 1 | 2     |                                 |                                 |                                 |                                 |                                 |  |    |                       |                       |                       |                       |                       |  |   |                                  |                                  |                                  |                                  |                                  |  |
|  | 8                                | Emelec                           | 9                                | Botafogo                         | 1                                | 1 | 2     | 0                               | 2                               | 2                               |                                 |                                 |  |    |                       |                       |                       |                       |                       |  |   |                                  |                                  |                                  |                                  |                                  |  |
|  | 8                                | Emelec                           |                                  |                                  |                                  |   |       |                                 |                                 | 2                               |                                 |                                 |  |    |                       |                       |                       |                       |                       |  |   |                                  |                                  |                                  |                                  |                                  |  |
|  | 9                                | Botafogo                         | 2                                | 1                                | 3                                |   |       |                                 |                                 |                                 |                                 |                                 |  |    |                       |                       |                       |                       |                       |  |   |                                  |                                  |                                  |                                  |                                  |  |
|  | 9                                | Botafogo                         | 2                                | 1                                | 3                                |   |       |                                 |                                 |                                 |                                 |                                 |  | 16 | Cerro Porteño         | 0                     | 1                     | 1                     |                       |  |   |                                  |                                  |                                  |                                  |                                  |  |
|  |                                  |                                  |                                  |                                  |                                  |   |       |                                 |                                 |                                 |                                 |                                 |  | 16 | Cerro Porteño         | 0                     | 1                     | 1                     |                       |  |   |                                  |                                  |                                  |                                  |                                  |  |
|  |                                  |                                  | 5                                | Fluminense                       | 1                                | 2 | 3     |                                 |                                 |                                 |                                 |                                 |  |    |                       |                       |                       |                       |                       |  |   |                                  |                                  |                                  |                                  |                                  |  |
|  | 4                                | Universidad de Chile             | 5                                | Fluminense                       | 1                                | 2 | 3     | 1                               | 1                               | 2                               |                                 |                                 |  |    |                       |                       |                       |                       |                       |  |   |                                  |                                  |                                  |                                  |                                  |  |
|  | 4                                | Universidad de Chile             |                                  |                                  |                                  |   |       |                                 |                                 | 2                               |                                 |                                 |  |    |                       |                       |                       |                       |                       |  |   |                                  |                                  |                                  |                                  |                                  |  |
|  | 13                               | Internacional                    | 1                                | 0                                | 1                                |   |       |                                 |                                 |                                 |                                 |                                 |  |    |                       |                       |                       |                       |                       |  |   |                                  |                                  |                                  |                                  |                                  |  |
|  | 13                               | Internacional                    | 1                                | 0                                | 1                                |   | 4     | Universidad de Chile            | 2                               | 0                               | 2                               |                                 |  |    |                       |                       |                       |                       |                       |  |   |                                  |                                  |                                  |                                  |                                  |  |
|  |                                  |                                  |                                  |                                  |                                  |   | 4     | Universidad de Chile            | 2                               | 0                               | 2                               |                                 |  |    |                       |                       |                       |                       |                       |  |   |                                  |                                  |                                  |                                  |                                  |  |
|  |                                  |                                  | 5                                | Fluminense                       | 2                                | 1 | 3     |                                 |                                 |                                 |                                 |                                 |  |    |                       |                       |                       |                       |                       |  |   |                                  |                                  |                                  |                                  |                                  |  |
|  | 5                                | Fluminense                       | 5                                | Fluminense                       | 2                                | 1 | 3     | 2                               | 4                               | 6                               |                                 |                                 |  |    |                       |                       |                       |                       |                       |  |   |                                  |                                  |                                  |                                  |                                  |  |
|  | 5                                | Fluminense                       |                                  |                                  |                                  |   |       |                                 |                                 | 6                               |                                 |                                 |  |    |                       |                       |                       |                       |                       |  |   |                                  |                                  |                                  |                                  |                                  |  |
|  | 12                               | Alianza Atlético                 | 2                                | 1                                | 3                                |   |       |                                 |                                 |                                 |                                 |                                 |  |    |                       |                       |                       |                       |                       |  |   |                                  |                                  |                                  |                                  |                                  |  |
|  | 12                               | Alianza Atlético                 | 2                                | 1                                | 3                                |   |       |                                 |                                 |                                 |                                 |                                 |  |    |                       |                       |                       |                       |                       |  | 5 | Fluminense                       | 1                                | 3                                | 4                                |                                  |  |
|  |                                  |                                  |                                  |                                  |                                  |   |       |                                 |                                 |                                 |                                 |                                 |  |    |                       |                       |                       |                       |                       |  | 5 | Fluminense                       | 1                                | 3                                | 4                                |                                  |  |
|  |                                  |                                  | 10                               | Liga de Quito                    | 5                                | 0 | 5     |                                 |                                 |                                 |                                 |                                 |  |    |                       |                       |                       |                       |                       |  |   |                                  |                                  |                                  |                                  |                                  |  |
|  | 2                                | Unión Española                   | 10                               | Liga de Quito                    | 5                                | 0 | 5     | 2                               | 2                               | 4                               |                                 |                                 |  |    |                       |                       |                       |                       |                       |  |   |                                  |                                  |                                  |                                  |                                  |  |
|  | 2                                | Unión Española                   |                                  |                                  |                                  |   |       |                                 |                                 | 4                               |                                 |                                 |  |    |                       |                       |                       |                       |                       |  |   |                                  |                                  |                                  |                                  |                                  |  |
|  | 15                               | Vélez Sarsfield                  | 3                                | 2                                | 5                                |   |       |                                 |                                 |                                 |                                 |                                 |  |    |                       |                       |                       |                       |                       |  |   |                                  |                                  |                                  |                                  |                                  |  |
|  | 15                               | Vélez Sarsfield                  | 3                                | 2                                | 5                                |   | 15    | Vélez Sarsfield                 | 1                               | 1                               | 2                               |                                 |  |    |                       |                       |                       |                       |                       |  |   |                                  |                                  |                                  |                                  |                                  |  |
|  |                                  |                                  |                                  |                                  |                                  |   | 15    | Vélez Sarsfield                 | 1                               | 1                               | 2                               |                                 |  |    |                       |                       |                       |                       |                       |  |   |                                  |                                  |                                  |                                  |                                  |  |
|  |                                  |                                  | 10                               | Liga de Quito                    | 1                                | 2 | 3     |                                 |                                 |                                 |                                 |                                 |  |    |                       |                       |                       |                       |                       |  |   |                                  |                                  |                                  |                                  |                                  |  |
|  | 7                                | Lanús                            | 10                               | Liga de Quito                    | 1                                | 2 | 3     | 0                               | 1                               | 1                               |                                 |                                 |  |    |                       |                       |                       |                       |                       |  |   |                                  |                                  |                                  |                                  |                                  |  |
|  | 7                                | Lanús                            |                                  |                                  |                                  |   |       |                                 |                                 | 1                               |                                 |                                 |  |    |                       |                       |                       |                       |                       |  |   |                                  |                                  |                                  |                                  |                                  |  |
|  | 10                               | Liga de Quito                    | 4                                | 1                                | 5                                |   |       |                                 |                                 |                                 |                                 |                                 |  |    |                       |                       |                       |                       |                       |  |   |                                  |                                  |                                  |                                  |                                  |  |
|  | 10                               | Liga de Quito                    | 4                                | 1                                | 5                                |   |       |                                 |                                 |                                 |                                 |                                 |  | 10 | Liga de Quito         | 1                     | 7                     | 8                     |                       |  |   |                                  |                                  |                                  |                                  |                                  |  |
|  |                                  |                                  |                                  |                                  |                                  |   |       |                                 |                                 |                                 |                                 |                                 |  | 10 | Liga de Quito         | 1                     | 7                     | 8                     |                       |  |   |                                  |                                  |                                  |                                  |                                  |  |
|  |                                  |                                  | 14                               | River Plate                      | 2                                | 0 | 2     |                                 |                                 |                                 |                                 |                                 |  |    |                       |                       |                       |                       |                       |  |   |                                  |                                  |                                  |                                  |                                  |  |
|  | 3                                | Vitória                          | 14                               | River Plate                      | 2                                | 0 | 2     | 1                               | 1                               | 2                               |                                 |                                 |  |    |                       |                       |                       |                       |                       |  |   |                                  |                                  |                                  |                                  |                                  |  |
|  | 3                                | Vitória                          |                                  |                                  |                                  |   |       |                                 |                                 | 2                               |                                 |                                 |  |    |                       |                       |                       |                       |                       |  |   |                                  |                                  |                                  |                                  |                                  |  |
|  | 14                               | River Plate                      | 4                                | 1                                | 5                                |   |       |                                 |                                 |                                 |                                 |                                 |  |    |                       |                       |                       |                       |                       |  |   |                                  |                                  |                                  |                                  |                                  |  |
|  | 14                               | River Plate                      | 4                                | 1                                | 5                                |   | 14    | River Plate (p)                 | 0                               | 1                               | 1 (7)                           |                                 |  |    |                       |                       |                       |                       |                       |  |   |                                  |                                  |                                  |                                  |                                  |  |
|  |                                  |                                  |                                  |                                  |                                  |   | 14    | River Plate (p)                 | 0                               | 1                               | 1 (7)                           |                                 |  |    |                       |                       |                       |                       |                       |  |   |                                  |                                  |                                  |                                  |                                  |  |
|  |                                  |                                  | 11                               | San Lorenzo                      | 1                                | 0 | 1 (6) |                                 |                                 |                                 |                                 |                                 |  |    |                       |                       |                       |                       |                       |  |   |                                  |                                  |                                  |                                  |                                  |  |
|  | 6                                | Cienciano                        | 11                               | San Lorenzo                      | 1                                | 0 | 1 (6) | 0                               | 0                               | 0                               |                                 |                                 |  |    |                       |                       |                       |                       |                       |  |   |                                  |                                  |                                  |                                  |                                  |  |
|  | 6                                | Cienciano                        |                                  |                                  |                                  |   |       |                                 |                                 | 0                               |                                 |                                 |  |    |                       |                       |                       |                       |                       |  |   |                                  |                                  |                                  |                                  |                                  |  |
|  | 11                               | San Lorenzo                      | 3                                | 2                                | 5                                |   |       |                                 |                                 |                                 |                                 |                                 |  |    |                       |                       |                       |                       |                       |  |   |                                  |                                  |                                  |                                  |                                  |  |
|  | 11                               | San Lorenzo                      | 3                                | 2                                | 5                                |   |       |                                 |                                 |                                 |                                 |                                 |  |    |                       |                       |                       |                       |                       |  |   |                                  |                                  |                                  |                                  |                                  |  |
|  |                                  |                                  |                                  |                                  |                                  |   |       |                                 |                                 |                                 |                                 |                                 |  |    |                       |                       |                       |                       |                       |  |   |                                  |                                  |                                  |                                  |                                  |  |

- Nota: En cada llave, el equipo con la menor numeración es el que definió la serie como local.

### Octavos de final
| 24 de septiembre de 2009, 21:30 (UTC-4) | Cerro Porteño               | 2:0 (0:0) | Goiás | Estadio General Pablo Rojas, Asunción                    |                                                          |
|                                         | Dos Santos 53' · Herner 73' |           |       | Asistencia: 24 898 espectadores Árbitro(s): Saúl Laverni | Asistencia: 24 898 espectadores Árbitro(s): Saúl Laverni |

| 1 de octubre de 2009, 19:15 (UTC-3) | Goiás                          | 3:1 (1:0) | Cerro Porteño | Estadio Serra Dourada, Goiânia                             |                                                            |
|                                     | Felipe 41', 71' · Léo Lima 79' |           | Recalde 68'   | Asistencia: 19 895 espectadores Árbitro(s): Carlos Chandía | Asistencia: 19 895 espectadores Árbitro(s): Carlos Chandía |

| 23 de septiembre de 2009, 21:50 (UTC-3) | Botafogo                    | 2:0 (1:0) | Emelec | Estadio João Havelange, Río de Janeiro                     |                                                            |
|                                         | Renato 45' · André Lima 63' |           |        | Asistencia: 22 945 espectadores Árbitro(s): Carlos Galeano | Asistencia: 22 945 espectadores Árbitro(s): Carlos Galeano |

| 30 de septiembre de 2009, 19:50 (UTC-5) | Emelec                      | 2:1 (0:1) | Botafogo      | Estadio George Capwell, Guayaquil                        |                                                          |
|                                         | Quiñónez 52' · Quiñónez 59' |           | André Lima 6' | Asistencia: 9 998 espectadores Árbitro(s): Víctor Rivera | Asistencia: 9 998 espectadores Árbitro(s): Víctor Rivera |

| 23 de septiembre de 2009, 21:50 (UTC-3) | Internacional | 1:1 (0:1) | Universidad de Chile | Estadio Beira-Rio, Porto Alegre                             |                                                             |
|                                         | Kléber 76'    |           | Montillo 24'         | Asistencia: 23 984 espectadores Árbitro(s): Sergio Pezzotta | Asistencia: 23 984 espectadores Árbitro(s): Sergio Pezzotta |

| 30 de septiembre de 2009, 20:50 (UTC-4) | Universidad de Chile | 1:0 (1:0) | Internacional | Estadio Santa Laura, Santiago                               |                                                             |
|                                         | Olivera 36'          |           |               | Asistencia: 18 998 espectadores Árbitro(s): Carlos Amarilla | Asistencia: 18 998 espectadores Árbitro(s): Carlos Amarilla |

| 23 de septiembre de 2009, 17:15 (UTC-5) | Alianza Atlético          | 2:2 (0:1) | Fluminense                  | Estadio Miguel Grau, Piura                              |                                                         |
|                                         | Aponte 49' · Valverde 70' |           | Luiz Alberto 6' · Conca 74' | Asistencia: 23 894 espectadores Árbitro(s): Carlos Vera | Asistencia: 23 894 espectadores Árbitro(s): Carlos Vera |

| 1 de octubre de 2009, 21:45 (UTC-3) | Fluminense                               | 4:1 (1:1) | Alianza Atlético    | Estadio de Maracaná, Río de Janeiro                         |                                                             |
|                                     | Conca 39' · Alan 58' · Adeílson 68', 78' |           | Valverde 15' (pen.) | Asistencia: 29 989 espectadores Árbitro(s): Sergio Pezzotta | Asistencia: 29 989 espectadores Árbitro(s): Sergio Pezzotta |

| 23 de septiembre de 2009, 19:15 (UTC-3) | Vélez Sarsfield                               | 3:2 (1:1) | Unión Española            | Estadio José Amalfitani, Buenos Aires                       |                                                             |
|                                         | López 24' · Rosende 89' (a.g.) · Zárate 90+3' |           | Ramírez 34' · Estévez 61' | Asistencia: 17 894 espectadores Árbitro(s): Roberto Silvera | Asistencia: 17 894 espectadores Árbitro(s): Roberto Silvera |

| 1 de octubre de 2009, 20:45 (UTC-4) | Unión Española            | 2:2 (2:0) | Vélez Sarsfield | Estadio Santa Laura, Santiago                               |                                                             |
|                                     | Ampuero 21' · Canales 40' |           | Caruso 47', 81' | Asistencia: 14 892 espectadores Árbitro(s): Sálvio Fagundes | Asistencia: 14 892 espectadores Árbitro(s): Sálvio Fagundes |

| 24 de septiembre de 2009, 16:00 (UTC-5) | Liga de Quito                                 | 4:0 (3:0) | Lanús | Estadio Casa Blanca, Quito                                |                                                           |
|                                         | Bieler 4', 6', 25' (pen.) · Méndez 90' (pen.) |           |       | Asistencia: 20 008 espectadores Árbitro(s): Wilmar Roldán | Asistencia: 20 008 espectadores Árbitro(s): Wilmar Roldán |

| 1 de octubre de 2009, 19:15 (UTC-3) | Lanús       | 1:1 (0:0) | Liga de Quito | Estadio Ciudad de Lanús, Lanús                        |                                                       |
|                                     | Salcedo 75' |           | Bieler 71'    | Asistencia: 16 903 espectadores Árbitro(s): Juan Soto | Asistencia: 16 903 espectadores Árbitro(s): Juan Soto |

| 22 de septiembre de 2009, 21:15 (UTC-2) | River Plate                                      | 4:1 (1:0) | Vitória     | Estadio Centenario, Montevideo                           |                                                          |
|                                         | Córdoba 7', 48' · Andrezinho 79' · Rodríguez 82' |           | Wallace 65' | Asistencia: 8 895 espectadores Árbitro(s): Enrique Osses | Asistencia: 8 895 espectadores Árbitro(s): Enrique Osses |

| 30 de septiembre de 2009, 19:15 (UTC-3) | Vitória     | 1:1 (0:0) | River Plate   | Estadio Manoel Barradas, Salvador de Bahía             |                                                        |
|                                         | Elkeson 86' |           | Córdoba 90+2' | Asistencia: 12 893 espectadores Árbitro(s): Pablo Pozo | Asistencia: 12 893 espectadores Árbitro(s): Pablo Pozo |

| 24 de septiembre de 2009, 20:15 (UTC-3) | San Lorenzo                 | 3:0 (2:0) | Cienciano | Estadio Nuevo Gasómetro, Buenos Aires                   |                                                         |
|                                         | Romeo 12', 55' · Rovira 32' |           |           | Asistencia: 19 862 espectadores Árbitro(s): Héber Lopes | Asistencia: 19 862 espectadores Árbitro(s): Héber Lopes |

| 30 de septiembre de 2009, 17:15 (UTC-5) | Cienciano | 0:2 (0:1) | San Lorenzo                    | Estadio Inca Garcilaso de la Vega, Cuzco                  |                                                           |
|                                         |           |           | Kily González 36' · Rovira 83' | Asistencia: 21 045 espectadores Árbitro(s): Carlos Torres | Asistencia: 21 045 espectadores Árbitro(s): Carlos Torres |

### Cuartos de final
| 21 de octubre de 2009, 20:50 (UTC-4) | Cerro Porteño                  | 2:1 (1:0) | Botafogo     | Estadio General Pablo Rojas, Asunción                       |                                                             |
|                                      | Recalde 33' · Nanni 82' (pen.) |           | Reinaldo 58' | Asistencia: 26 998 espectadores Árbitro(s): Sergio Pezzotta | Asistencia: 26 998 espectadores Árbitro(s): Sergio Pezzotta |

| 4 de noviembre de 2009, 21:50 (UTC-3) | Botafogo       | 1:3 (0:0) | Cerro Porteño                           | Estadio João Havelange, Río de Janeiro                      |                                                             |
|                                       | André Lima 73' |           | Núñez 56' · Irrazábal 87' · Cáceres 90' | Asistencia: 31 935 espectadores Árbitro(s): Roberto Silvera | Asistencia: 31 935 espectadores Árbitro(s): Roberto Silvera |

| 22 de octubre de 2009, 21:50 (UTC-3) | Fluminense                      | 2:2 (2:0) | Universidad de Chile       | Estadio de Maracaná, Río de Janeiro                       |                                                           |
|                                      | Victorino 15' (a.g.) · Fred 45' |           | Montillo 51' · Olivera 56' | Asistencia: 36 892 espectadores Árbitro(s): Carlos Torres | Asistencia: 36 892 espectadores Árbitro(s): Carlos Torres |

| 5 de noviembre de 2009, 20:15 (UTC-4) | Universidad de Chile | 0:1 (0:0) | Fluminense | Estadio Santa Laura, Santiago                            |                                                          |
|                                       |                      |           | Fred 60'   | Asistencia: 22 045 espectadores Árbitro(s): Saúl Laverni | Asistencia: 22 045 espectadores Árbitro(s): Saúl Laverni |

| 20 de octubre de 2009, 21:30 (UTC-3) | Vélez Sarsfield | 1:1 (1:0) | Liga de Quito | Estadio José Amalfitani, Buenos Aires                               |                                                                     |
|                                      | López 6'        |           | Bieler 57'    | Asistencia: 20 895 espectadores Árbitro(s): Paulo César de Oliveira | Asistencia: 20 895 espectadores Árbitro(s): Paulo César de Oliveira |

| 5 de noviembre de 2009, 20:50 (UTC-5) | Liga de Quito           | 2:1 (0:1) | Vélez Sarsfield | Estadio Casa Blanca, Quito                                 |                                                            |
|                                       | Vera 67' · Espínola 74' |           | López 43'       | Asistencia: 29 987 espectadores Árbitro(s): Carlos Chandía | Asistencia: 29 987 espectadores Árbitro(s): Carlos Chandía |

| 21 de octubre de 2009, 19:30 (UTC-2) | River Plate | 0:1 (0:0) | San Lorenzo | Estadio Centenario, Montevideo                            |                                                           |
|                                      |             |           | Pintos 71'  | Asistencia: 16 892 espectadores Árbitro(s): Wilmar Roldán | Asistencia: 16 892 espectadores Árbitro(s): Wilmar Roldán |

| 4 de noviembre de 2009, 19:00 (UTC-3) | San Lorenzo                                                                              | 0:1 (0:0) (6:7 p.)         | River Plate                                                                                           | Estadio Nuevo Gasómetro, Buenos Aires                       |                                                             |
|                                       |                                                                                          |                            | Porta 46'                                                                                             | Asistencia: 23 904 espectadores Árbitro(s): Georges Buckley | Asistencia: 23 904 espectadores Árbitro(s): Georges Buckley |
|                                       |                                                                                          | Tiros desde el punto penal | |                                                             |                                                             |
|                                       | Bottinelli · Bordagaray · Aguirre · Gómez · Rivero · Romeo · Migliore · Reynoso · Pintos |                            | Andrezinho · Córdoba · Rodríguez · Porta · Porras · Ronaldo Conceição · Dos Santos · Rizotto · Prieto |                                                             |                                                             |

### Semifinales
| 11 de noviembre de 2009, 20:50 (UTC-3) | Cerro Porteño | 0:1 (0:0) | Fluminense | Estadio General Pablo Rojas, Asunción                       |                                                             |
|                                        |               |           | Fred 75'   | Asistencia: 32 932 espectadores Árbitro(s): Héctor Baldassi | Asistencia: 32 932 espectadores Árbitro(s): Héctor Baldassi |

| 18 de noviembre de 2009, 21:50 (UTC-2) | Fluminense             | 2:1 (0:1) | Cerro Porteño | Estadio de Maracaná, Río de Janeiro                        |                                                            |
|                                        | Gum 90+2' · Alan 90+5' |           | Cáceres 7'    | Asistencia: 41 096 espectadores Árbitro(s): Carlos Chandía | Asistencia: 41 096 espectadores Árbitro(s): Carlos Chandía |

| 12 de noviembre de 2009, 21:15 (UTC-2) | River Plate            | 2:1 (1:1) | Liga de Quito | Estadio Centenario, Montevideo                           |                                                          |
|                                        | Porta 8' · Córdoba 57' |           | Méndez 33'    | Asistencia: 25 998 espectadores Árbitro(s): Carlos Simon | Asistencia: 25 998 espectadores Árbitro(s): Carlos Simon |

| 19 de noviembre de 2009, 17:15 (UTC-5) | Liga de Quito                                                                          | 7:0 (3:0) | River Plate | Estadio Casa Blanca, Quito                             |                                                        |
|                                        | Bieler 17' (pen.), 82', 89' · Espínola 27' · Bolaños 45' · Méndez 56' · De la Cruz 77' |           |             | Asistencia: 30 093 espectadores Árbitro(s): Óscar Ruiz | Asistencia: 30 093 espectadores Árbitro(s): Óscar Ruiz |

### Final

#### Ida
| 25 de noviembre de 2009, 18:50 (UTC-5) | Liga de Quito                                     | 5:1 (2:1) | Fluminense   | Estadio Casa Blanca, Quito                                  |                                                             |
|                                        | Méndez 20', 43', 60' · Salas 78' · De la Cruz 87' |           | Marquinho 1' | Asistencia: 42 560 espectadores Árbitro(s): Roberto Silvera | Asistencia: 42 560 espectadores Árbitro(s): Roberto Silvera |

| 22         | POR        | Alexander Domínguez |     |
| 2          | DEF        | Norberto Araujo     |     |
| 24         | DEF        | Carlos Espínola     |     |
| 14         | DEF        | Diego Calderón      |     |
| 13         | MED        | Néicer Reasco       |     |
| 5          | MED        | Ulises de la Cruz   |     |
| 15         | MED        | William Araujo      |     |
| 7          | MED        | Miller Bolaños      | 69' |
| 12         | MED        | Édison Méndez       | 84' |
| 16         | DEL        | Claudio Bieler      |     |
| 9          | DEL        | Walter Calderón     | 68' |
| Entrenador | Entrenador | Jorge Fossati       |     |

| 22         | POR        | Rafael      |     |
| 6          | DEF        | Gum         |     |
| 3          | DEF        | Cássio      |     |
| 25         | DEF        | Dalton      |     |
| 14         | MED        | Mariano     | 71' |
| 5          | MED        | Diogo       |     |
| 7          | MED        | Diguinho    | 59' |
| 11         | MED        | Darío Conca |     |
| 8          | MED        | Marquinho   |     |
| 18         | DEL        | Alan        | 46' |
| 20         | DEL        | Fred        |     |
| Entrenador | Entrenador | Cuca        |     |

| 19 | DEL | Claudio Graf   | 68' |
| 11 | MED | Franklin Salas | 69' |
| 4  | MED | Gonzalo Chila  | 84' |

| 9  | DEL | Kieza    | 46' |
| 21 | MED | Maurício | 59' |
| 2  | DEF | Ruy      | 71' |

| Anotado | 20' | Édison Méndez     | 1:1 |
| Anotado | 43' | Édison Méndez     | 2:1 |
| Anotado | 60' | Édison Méndez     | 3:1 |
| Anotado | 78' | Franklin Salas    | 4:1 |
| Anotado | 87' | Ulises de la Cruz | 5:1 |

| Anotado | 1' | Marquinho | 0:1 |

| Amonestado | 30' | Carlos Espínola |
| Amonestado | 39' | Walter Calderón |

| Amonestado | 21' | Marquinho |
| Amonestado | 51' | Rafael    |
| Amonestado | 61' | Gum       |

| Árbitro             | Roberto Silvera |
| Árbitros asistentes | Pablo Fandiño   |
| Árbitros asistentes | Walter Rial     |
| Cuarto árbitro      | Darío Ubríaco   |

| 22         | POR        | Alexander Domínguez |     |
| 2          | DEF        | Norberto Araujo     |     |
| 24         | DEF        | Carlos Espínola     |     |
| 14         | DEF        | Diego Calderón      |     |
| 13         | MED        | Néicer Reasco       |     |
| 5          | MED        | Ulises de la Cruz   |     |
| 15         | MED        | William Araujo      |     |
| 7          | MED        | Miller Bolaños      | 69' |
| 12         | MED        | Édison Méndez       | 84' |
| 16         | DEL        | Claudio Bieler      |     |
| 9          | DEL        | Walter Calderón     | 68' |
| Entrenador | Entrenador | Jorge Fossati       |     |

| 22         | POR        | Rafael      |     |
| 6          | DEF        | Gum         |     |
| 3          | DEF        | Cássio      |     |
| 25         | DEF        | Dalton      |     |
| 14         | MED        | Mariano     | 71' |
| 5          | MED        | Diogo       |     |
| 7          | MED        | Diguinho    | 59' |
| 11         | MED        | Darío Conca |     |
| 8          | MED        | Marquinho   |     |
| 18         | DEL        | Alan        | 46' |
| 20         | DEL        | Fred        |     |
| Entrenador | Entrenador | Cuca        |     |

| 19 | DEL | Claudio Graf   | 68' |
| 11 | MED | Franklin Salas | 69' |
| 4  | MED | Gonzalo Chila  | 84' |

| 9  | DEL | Kieza    | 46' |
| 21 | MED | Maurício | 59' |
| 2  | DEF | Ruy      | 71' |

| Anotado | 20' | Édison Méndez     | 1:1 |
| Anotado | 43' | Édison Méndez     | 2:1 |
| Anotado | 60' | Édison Méndez     | 3:1 |
| Anotado | 78' | Franklin Salas    | 4:1 |
| Anotado | 87' | Ulises de la Cruz | 5:1 |

| Anotado | 1' | Marquinho | 0:1 |

| Amonestado | 30' | Carlos Espínola |
| Amonestado | 39' | Walter Calderón |

| Amonestado | 21' | Marquinho |
| Amonestado | 51' | Rafael    |
| Amonestado | 61' | Gum       |

| Árbitro             | Roberto Silvera |
| Árbitros asistentes | Pablo Fandiño   |
| Árbitros asistentes | Walter Rial     |
| Cuarto árbitro      | Darío Ubríaco   |

#### Vuelta
| 2 de diciembre de 2009, 22:00 (UTC-2) | Fluminense                        | 3:0 (2:0) | Liga de Quito | Estadio de Maracaná, Río de Janeiro                         |                                                             |
|                                       | Diguinho 14' · Fred 43' · Gum 72' |           |               | Asistencia: 65 998 espectadores Árbitro(s): Carlos Amarilla | Asistencia: 65 998 espectadores Árbitro(s): Carlos Amarilla |

| 22         | POR        | Rafael      |     |
| 6          | DEF        | Gum         |     |
| 25         | DEF        | Dalton      |     |
| 5          | DEF        | Diogo       | 67' |
| 14         | MED        | Mariano     | 87' |
| 7          | MED        | Diguinho    |     |
| 8          | MED        | Marquinho   |     |
| 11         | MED        | Darío Conca |     |
| 24         | DEL        | Adeílson    | 57' |
| 18         | DEL        | Alan        |     |
| 20         | DEL        | Fred        |     |
| Entrenador | Entrenador | Cuca        |     |

| 22         | POR        | Alexander Domínguez |     |
| 2          | DEF        | Norberto Araujo     |     |
| 24         | DEF        | Carlos Espínola     |     |
| 23         | DEF        | Jairo Campos        |     |
| 13         | MED        | Néicer Reasco       |     |
| 5          | MED        | Ulises de la Cruz   |     |
| 15         | MED        | William Araujo      |     |
| 14         | MED        | Diego Calderón      |     |
| 12         | MED        | Edison Méndez       |     |
| 9          | DEL        | Walter Calderón     | 25' |
| 16         | DEL        | Claudio Bieler      | 89' |
| Entrenador | Entrenador | Jorge Fossati       |     |

| 2  | MED | Ruy             | 57' |
| 15 | MED | Raphael Augusto | 67' |
| 21 | MED | Maurício        | 87' |

| 6  | MED | Pedro Larrea | 25' 84' |
| 3  | DEF | Renán Calle  | 84'     |
| 20 | MED | Álex Bolaños | 89'     |

| Anotado | 14' | Diguinho | 1:0 |
| Anotado | 43' | Fred     | 2:0 |
| Anotado | 72' | Gum      | 3:0 |

|  |  |  |  |

| Amonestado | 1'  | Gum     |
| Amonestado | 45' | Alan    |
| Amonestado | 57' | Mariano |

| Amonestado | 49' | Alexander Domínguez |
| Amonestado | 52' | Pedro Larrea        |

| Expulsado | 75' | Fred |

| Expulsado            | 18' | Ulises de la Cruz |
| Otorgado · Expulsado | 82' | Jairo Campos      |

| Árbitro             | Carlos Amarilla  |
| Árbitros asistentes | Emigdio Ruiz Roa |
| Árbitros asistentes | Nicolás Yegrós   |
| Cuarto árbitro      | Antonio Arias    |

| 22         | POR        | Rafael      |     |
| 6          | DEF        | Gum         |     |
| 25         | DEF        | Dalton      |     |
| 5          | DEF        | Diogo       | 67' |
| 14         | MED        | Mariano     | 87' |
| 7          | MED        | Diguinho    |     |
| 8          | MED        | Marquinho   |     |
| 11         | MED        | Darío Conca |     |
| 24         | DEL        | Adeílson    | 57' |
| 18         | DEL        | Alan        |     |
| 20         | DEL        | Fred        |     |
| Entrenador | Entrenador | Cuca        |     |

| 22         | POR        | Alexander Domínguez |     |
| 2          | DEF        | Norberto Araujo     |     |
| 24         | DEF        | Carlos Espínola     |     |
| 23         | DEF        | Jairo Campos        |     |
| 13         | MED        | Néicer Reasco       |     |
| 5          | MED        | Ulises de la Cruz   |     |
| 15         | MED        | William Araujo      |     |
| 14         | MED        | Diego Calderón      |     |
| 12         | MED        | Edison Méndez       |     |
| 9          | DEL        | Walter Calderón     | 25' |
| 16         | DEL        | Claudio Bieler      | 89' |
| Entrenador | Entrenador | Jorge Fossati       |     |

| 2  | MED | Ruy             | 57' |
| 15 | MED | Raphael Augusto | 67' |
| 21 | MED | Maurício        | 87' |

| 6  | MED | Pedro Larrea | 25' 84' |
| 3  | DEF | Renán Calle  | 84'     |
| 20 | MED | Álex Bolaños | 89'     |

| Anotado | 14' | Diguinho | 1:0 |
| Anotado | 43' | Fred     | 2:0 |
| Anotado | 72' | Gum      | 3:0 |

|  |  |  |  |

| Amonestado | 1'  | Gum     |
| Amonestado | 45' | Alan    |
| Amonestado | 57' | Mariano |

| Amonestado | 49' | Alexander Domínguez |
| Amonestado | 52' | Pedro Larrea        |

| Expulsado | 75' | Fred |

| Expulsado            | 18' | Ulises de la Cruz |
| Otorgado · Expulsado | 82' | Jairo Campos      |

| Árbitro             | Carlos Amarilla  |
| Árbitros asistentes | Emigdio Ruiz Roa |
| Árbitros asistentes | Nicolás Yegrós   |
| Cuarto árbitro      | Antonio Arias    |

|                                   |
| Bandera de Ecuador                |
| Campeón Liga de Quito 1.er título |

## Estadísticas

### Goleadores
| Jugador             | Club                 | Goles |
| ------------------- | -------------------- | ----- |
| Claudio Bieler      | Liga de Quito        | 8     |
| Édison Méndez       | Liga de Quito        | 7     |
| Fred                | Fluminense           | 5     |
| Jorge Córdoba       | River Plate          | 5     |
| Juan Manuel Olivera | Universidad de Chile | 4     |
| Felipe              | Goiás                | 4     |